# Ramlat al-Sab'atayn
Il Ramlat al-Sab'atayn (in arabo  رملة السبعتين‎?, ossia "Deserto al-Sab'atayn") è una regione desertica dello Yemen centro-settentrionale. Esso ospita per lo più dune sabbiose che coprono un'area di circa 60 x 150 miglia, ossia quasi 10.000 km².
L'area include parti di quello che i geografi arabi definivano Ṣayhad. 
Esso si estende da al-Khawr al deserto del Rubʿ al-Khālī (Quarto Vuoto). Fa parte delle Muḥāfaẓat (governatorati) di al-Jawf, Ma'rib e di Shabwa.
Tra gli anni novanta e i primi del XXI secolo, in esso agì proficuamente una missione archeologica italiana, guidata dal prof. Alessandro de Maigret dell'Università degli studi di Napoli "L'Orientale".